# Furnas-See (Azoren)
Der Furnas-See (portugiesisch Lagoa das Furnas) ist ein Kratersee in Portugal, der im Osten der Azoreninsel São Miguel im Kreis Povoação bei der Ortschaft Furnas liegt. Mit einer Wasserfläche von 1,93 km² ist er der zweitgrößte See der Insel und der Azoren. Er liegt 281 m über dem Meeresspiegel und ist maximal 15 m tief.
Der See liegt in einem alten Vulkankrater, der etwa 12,45 km² groß ist. Davon sind zirka 5,33 km² mit Wald bestanden, 4,60 km² werden als Viehweide und 0,06 km² für Ackerbau genutzt, den Rest machen die Seefläche und anders genutzte Flächen aus.
Der Furnas-See liegt zwar in einem Landschaftsschutzgebiet, ist aber dennoch in keinem guten Zustand, da die Wasserqualität eutroph ist. Die zuständigen Behörden sind bislang nicht in der Lage, den exzessiven Gebrauch von Düngemitteln für Ackerbau und Viehwirtschaft einzudämmen, mit der Folge, dass das Seewasser dadurch in hohem Maße überdüngt wird. Aber auch andere Faktoren schaden seiner Stabilität. Die Sauerstoffversorgung des Tiefenwassers von 1995 bis 2000 brachte keine Besserung. Versuche, die starke Trübung des Seewassers durch Entnahme bestimmter Fischarten im Jahr 2004 (62 % der geschätzten Karpfenpopulation und 5 % der Rotaugen) zu  vermindern, brachten zwar im Folgejahr positive Effekte, so dass die tieferen Seewasserschichten mit mehr Licht versorgt wurden, doch bereits 2006 war alles wie zuvor.
Umgeben ist der See von üppiger makaronesischer Vegetation. Am Nordufer des Sees gibt es ein ausgedehntes Feld mit Caldeiras, kochenden schwefelhaltigen Thermalquellen. Dort wird das kochende Wasser in Erdlöchern zur Zubereitung traditioneller portugiesischer Gerichte genutzt, insbesondere den Cozido das Caldeiras, ein Eintopf aus Fleisch, Würstchen, Kartoffeln, Kohl und anderem Gemüse, der hier in einem großen Kochtopf über mehrere Stunden hinweg gegart wird.

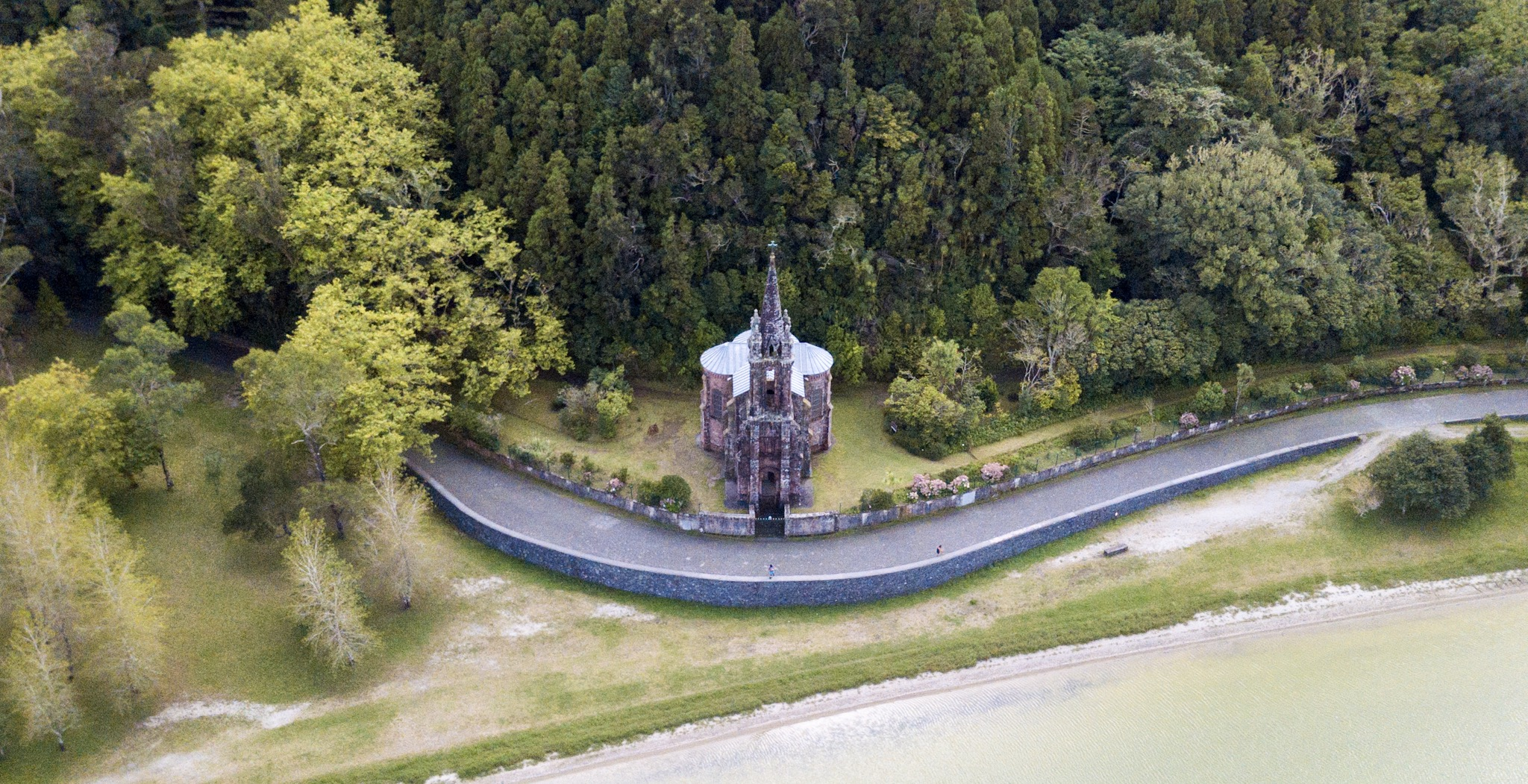
Die Kapelle Nossa Senhora das Vitórias

Am Südufer steht die Kapelle Nossa Senhora das Vitóras im neugotischen Stil. Der Intellektuelle José do Canto ließ die Kapelle in Frankreich bauen und mit dem Schiff nach São Miguel transportieren. Sie wurde am 15. August 1886 eingeweiht und ist die Begräbnisstätte von ihm und seiner Frau. Westlich über dem See erhebt sich auf einem Hügel das Castelo Branco.
In der Nähe der Kapelle gibt es ein Besucherzentrum mit Museum, im Norden bei den Caldeiras einen großen Picknickplatz.
Nach einer lokalen Überlieferung war das Becken des Furnas-Sees früher trocken und besiedelt, während hingegen das Becken des höher gelegenen Lagoa seca – „trockener See“ – voll Wasser war. Durch einen Vulkanausbruch brach 1630 angeblich die Außenwand des Sees und die Wasser fluteten von dem höheren Becken in das Becken, in dem der Furnas-See heute liegt.

## Weblinks

Geothermische Zone am See
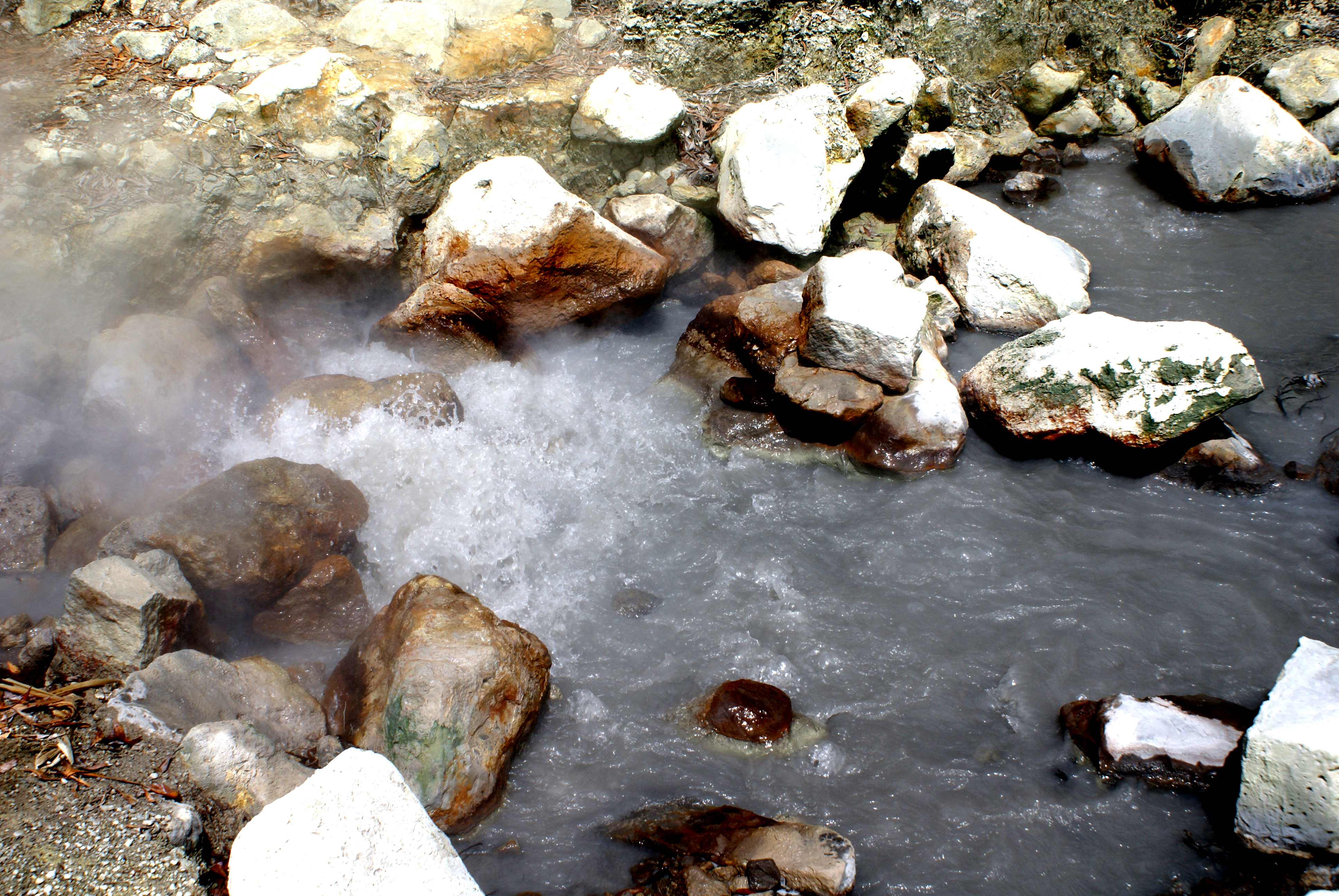
Kochzone
Kochloch
Infotafel am See als Azulejo
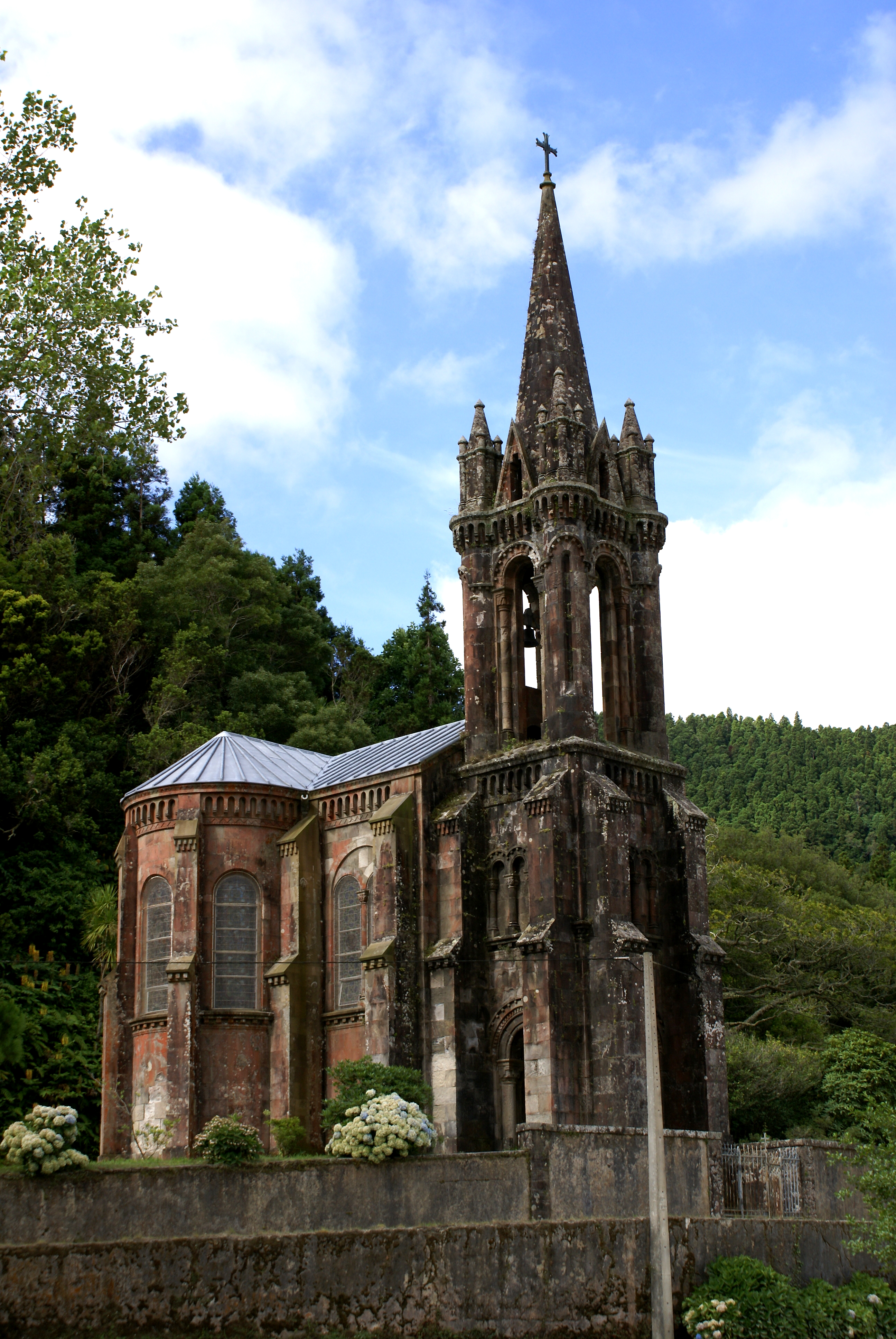
Kapelle Nossa Senhora das Vitóras
Castelo Branco über dem See